# Stephan Zimmermann (Bankmanager)
Stephan Zimmermann (* 3. Juni 1956 in Basel) ist ein Schweizer Bankmanager.

## Leben
Nach Gymnasium und kaufmännischer Lehre trat er beim Schweizerischen Bankverein ein und liess sich zum Wirtschaftsinformatiker ausbilden. Über 10 Jahre arbeitete er als Informatiker und COO für die Bank in London, Singapur und Frankfurt. Er leitete verschiedene Infrastruktur- und Expansions-Projekte in Asien, Australien, USA und dem Mittleren Osten. 1995 wurde er Mitglied der Geschäftsleitung, verantwortlich für Operations. Mit der Fusion von Schweizerischer Bankgesellschaft und Schweizerischem Bankverein leitete er in der UBS als Generaldirektor und Member of the Group Managing Board unter anderem die Operations der Schweizer Bank und der globalen Vermögensverwaltung, war Vorstandsvorsitzender der UBS Deutschland AG und führte die Konzernrevision. Seit 2019 ist er Präsident des Verwaltungsrates der UBS Business Solutions AG, einer Schwestergesellschaft der UBS AG, die die operativen Leistungen für die UBS-Gruppe bereitstellt.
Er war während rund 20 Jahren Verwaltungsrat von SWIFT bis 2019, während über 10 Jahren als Vizepräsident. Als Präsident der Telekurs AG, Vizepräsident der Segaintersettle und Mitglied des Vorstandsausschusses der Schweizer Börse war er massgeblicher Treiber für die Fusion der drei Unternehmen zur SIX AG, für die er viele Jahre als Vizepräsident wirkte. Weitere Mandate hatte er als Board Member des New York Clearing House, der Handelskammer beider Basel und der Handelskammer Deutschland-Schweiz.
Er ist Vater einer erwachsenen Tochter und eines Sohnes und in zweiter Ehe mit der Managerin und ehemaligen Bundesrätin Ruth Metzler-Arnold verheiratet.